# Villar de Rena
Villar de Rena é um município da Espanha na comarca das Vegas Altas, província de Badajoz, comunidade autónoma da Estremadura, de área 82,8 km². Em 2021 tinha 1 332 habitantes (densidade: 16,1 hab./km²).

## Demografia
| Variação demográfica do município entre 1991 e 2004 | Variação demográfica do município entre 1991 e 2004 | Variação demográfica do município entre 1991 e 2004 | Variação demográfica do município entre 1991 e 2004 |
| --------------------------------------------------- | --------------------------------------------------- | --------------------------------------------------- | --------------------------------------------------- |
| 1991                                                | 1996                                                | 2001                                                | 2004                                                |
| 1791                                                | 1737                                                | 1624                                                | 1557                                                |